# Тежак напад астме
Тежак напад астме или  егзацербација астме је епизода прогресивног погоршања отежаног дсања (диспонеје), кашља, визинга или осећаја тескобе у грудима или комбинација неких од ових симптома.  Тежак напад астме је потенцијално опасан по живот, захтева ургентно лечење и  стални надзор, најчешће у јединици интензивног лечења.

## Етиологија
Узрок акутних тешких напада астме је још увек непознат, а стручњаци такође нису сигурни зашто је настао и зашто не реагује на типичне третмане астме.
Изложеност алергену или окидачу изазива карактеристичан облик упале дисајних путева код осетљивих појединаца, а пример је дегранулација мастоцита, ослобађање инфламаторних медијатора, инфилтрација еозинофилима и активирани Т лимфоцити. У ток болести може бити укључено више медијатора упале, укључујући интерлеукин (ИЛ)-3, ИЛ-4, ИЛ-5, ИЛ-6, ИЛ-8, ИЛ-10 и ИЛ-13, леукотриене и факторе стимулације колонија гранулоцита-макрофага (ГМ-ЦСФс). Они, заузврат, подстичу укључивање мастоцита, неутрофила и еозинофила.

#### Рани бронхоспастични одговор
У року од неколико минута након излагања алергену, примећује се дегранулација мастоцита заједно са ослобађањем инфламаторних медијатора, укључујући хистамин, простагландин Д2 и леукотриен Ц4. Ове супстанце изазивају контракцију глатких мишића дисајних путева, повећану пропустљивост капилара, лучење слузи и активацију неуронских рефлекса. Рани астматични одговор карактерише бронхоконстрикција која генерално реагује на бронходилататоре, као што су бета2-агонисти.

#### Каснији инфламаторни одговор
Ослобађање инфламаторних медијатора покреће адхезионе молекуле у епителу дисајних путева и капиларном ендотелу, што затим омогућава ћелијама упале, као што су еозинофили, неутрофили и базофили, да се вежу за епител и ендотел и затим мигрирају у ткива дисајних путева. Еозинофили ослобађају еозинофилни катјонски протеин (ЕКП) и главни базични протеин (ГБП). И ЕКП и ГБП изазивају десквамацију епитела дисајних путева и откривају нервне завршетке. Ова интеракција промовише даљу хиперреактивност дисајних путева код астме. Ова инфламаторна компонента се може јавити чак и код особа са благим погоршањем астме.
Бронхоспазам, уз зачепљење изазвано секрецијом слузи и едем у периферним дисајним путевима доводе до повећаног отпора дисајних путева и опструкције. Заробљавање ваздуха доводи до хиперинфлације плућа, неусклађености вентилације/перфузије (В/К) и повећане вентилације мртвог простора. Плућа се надувавају близу крајњег-инспираторног краја криве плућне усклађености, са смањеном комплиансом и повећаним радом дисања.
Повећани плеурални и интраалвеоларни притисци који су резултат опструкције и хиперинфлације, заједно са механичким силама проширених алвеола, на крају доводе до смањења алвеоларне перфузије. Комбинација ателектазе и смањене перфузије доводи до неслагања В/К унутар плућних јединица. Неподударање В/К и резултирајућа хипоксемија изазивају повећање минутне вентилације.

### Фактори ризика
Гастроезофагеална рефлуксна болест један је од фактор ризика за астму, а студије показују да рефлукс желудачног садржаја са или без аспирације може изазвати нападе астме код подложне деце и одраслих. Студије на животињама су показале да убацивање чак и најмањих количина желудачне киселине у дистални једњак може довести до значајног повећања интраторакалног притиска и отпора дисајних путева. Сматра се да је овај одговор последица вагалних и симпатичких неуронских одговора.
Од осталих фактора ризика наводе се:
- Пацијент не посећујете лекара редовно, и  зато  астма није под добром контролом и адекватним лечењем
- Долазак у контакт са окидачима астме
- Алергије или тешке алергијске реакције
- Пацијент не користите мерач максималног протока лека и не узимате лекове за астму према упутствима лекара примарне здравствене заштите.
- Непоштовање акционог плана за астму
- Респираторне инфекције
- Тешки стрес
- Хладно време
- Загађење ваздуха
- Изложеност хемикалијама и другим иритантима
- Пушење дувана

## Клиничка слика
Клиничком сликом доминирају следећи знаци и симптоми: 
- диспнеја у миру,
- испрекидан говор,
- агитираност, код тежих стања конфузија,
- при дисању користи се помоћна дисајна мускулатура,
- торакоабдоминални парадокс,
- презнојавање,
- респираторна фреквенца преко 30 у минуту,
- аускултаторно гласан визинг или нема плућа,
- срчана фреквенца преко 120 откуцаја у минути,
- парадоксни пулс,
- ПЕФ мањи од 60% најбоље вредности или мање од 100Л/мин,
- парцијални притисак кисеоника (PaO2) мање од 8 kPa или засићење артеријске крви кисеоником (SaO2) мање 90%,
- парцијални притисак угљен диоксида (PaCО2) већи од 6,1 kPa.

## Дијагноза
Дијагноза се поставља на основу:
- анамнезе
- физикалног прегледа (аускултације)
- ПЕФ ако је то могуће,
- одређивања засићења артеријске крви кисеоником (SaO2)

## Диференцијална дијагноза
Диференцијално дијагностички требало би имати у вид_
- ХОБП,
- едем плућа,
- зачепљење крвних судова плућа,
- рак плућа, ларинкса или трахеје,
- бронхиектазије,
- интерстицијске болести плућа,
- аспирацију страног садржаја,
- дисфункцију гласних жица,
- хипервентилацију.

## Терапија
Основна нечела терапије су лечење бронхоспазма и инфламације и решавање осталих доприносећих узрока (инфекције пнеумоторакса).
Како током терапије погоршање може нагло да се развије битно остати миран, и пацијенту пружити адекватну психолошку подршку која је од значаја за смањење анксиозности. 

### Иницијална терапија
Ставити болесника у седећи положај и почети са оксигенотерапијом: уз највећи расположиви проценат кисоника, од бар 60%, у високом протоку. Тиме обезбедити засићење артеријске крви кисеоником ( SaO2)  веће од 90%, пожељно већу од 92%. 
Применити броходилататоре преко небулизатора: слбутамол 5 мг или тербуталин 10 мг, уз примену кисеоника и то поновити сваких 15 до 30 мин ако је потребно. Размотрити континуирану небулизацију салбутамола 5 мг/х ако нема одговора на иницијални третман. 
Додати ипратропиум бромид 0,5мг  ако је одговор на салбутамол лош. 
Обезбедити интрвенску линијулинију и преко ње  започети адекватну хидрацију,  унос 2-3 l течности на дан (водећи рачуна о присутним придруженим болестима).
Започети са давањем стероиде. 200 мг хидрокортизона (строиде давати и трудницама) или преднизон 40 до 60 мг интравенски а затим перорално. 
Антибиотике давати само код јасне инфекције респираторног система.
Код лошег одговора на претходну терапију наставити са давањем кисеоника и небулизацијом салбутамола сваких 15 мин. Размотрити примену аминофилин (доза оптерећењ 250 мг; 4-5 мг/кг) интравенску за 20 мин.  Доза одржавања 0,5-0,7 мг/кг/х. Не давати дозу оптерећења болесницима који узимају аминофилин. Преполовити дозу болесницима са цирозом јетре, срчаном инсуфицијенциом или код узимања еритромyицина, циметидина или ципрофлоксацина. 
У болничким условима може се дати и магнезиум сулфат.

### Мониторинг
Мониторингом током тешког напада стме непрекидно треба пратитит:
- засићење артеријске крви кисеоником (SaO2),
- респираторну фреквенцију,
- крвни притисак,
- ако је могуће мерење вршног протока пре и после инхалација.

## Прогноза
Уопштено говорећи, осим ако није присутна компликована болест као што је конгестивна срчана инсуфицијенција или хронична опструктивна плућна болест, тежак напад астме има добру прогнозу ако се примени одговарајућа терапија. Кашњење у почетку лечења је вероватно најгори прогностички фактор (било због лошег приступа здравственој заштити од стране пацијената или чак кашњења у коришћењу кортикостероида). Пацијенти са акутном астмом треба да користе кортикостероиде рано и агресивно.

## Компликације
Компликације тешког напад астме  могу бити следеће:
- Срчани застој

- Респираторна инсуфицијенција

- Хипоксемија са хипоксичном исхемијском повредом централног нервног система

- Пнеумоторакс или пнеумомедијастинум, који може да закомпликује акутну астму због повећаног притиска у дисајним путевима или као резултат механичке вентилације.

- Токсично дејство лекова

- Суперпонирана инфекција, која се такође може јавити код интубираних пацијената.

### Морталити
Стопа смртности од астме порасла је алармантном стопом. Од 1993, до 1995. године, укупна годишња стопа смртности од астме прилагођена старости порасла је за 40%. Раст стопе морталитета је израженији код црнаца, међу људима који живе у сиромаштву и међу децом од 4 године или млађом и међу децом од 9 и 16 година. У скорије време, стопе смртности од астме су у тренду ниже.
Ризик од смртности је такође посебно висок код пацијената који одлажу лечење, посебно лечење системским кортикостероидима. Пацијенти са другим већ постојећим стањима (нпр  рестриктивна болест плућа, конгестивна срчана инсуфицијенција, деформитети грудног коша) су у посебном ризику од смрти од тешког напада астме. 
Пацијенти који редовно пуше дуван и имају хроничну упалу малих дисајних путева  такође су у већем ризику од смрти од тешког напада астме. Подаци такође указују на већи морталитет код особа нижег социоекономског статуса, болесника са психијатријском болешћу, са недавном слабо контролисаном астмом или са анамнезом раније интубације. 
Једна студија повезује тешке нападе астме са изложеношћу уобичајеној плесни Alternaria alternata која је могужи узрог смртности код астме.